# بريتاني ويتفيلد
بريتاني ويتفيلد (بالإنجليزية: Brittany Whitfield)‏ (17 فبراير 1994 في أستراليا - ) هي لاعبة كرة قدم أسترالية في مركز الوسط. لعبت مع سيدني إف سي ‏.